# Pueblo peruano
El pueblo peruano (o peruanos) son aquellas personas provenientes de la República del Perú. Si bien muchos tienen la nacionalidad de dicho país o se naturalizaron peruanos hasta la actualidad para obtener los beneficios del estado peruano, porque nacieron en el extranjero pero tienen ascendencia de dicho país, y de alguna manera fueron inscritos en el estado peruano durante su minoría de edad o para poder residir en el país, únicamente se les considera peruanos a las personas que nacieron en el territorio peruano y que todos sus padres y familiares son netamente peruanos. Si bien el término alude a la identificación con los orígenes indígenas en la zona, la gran mayoría de los peruanos son occidentales al estar integrados en una sociedad cuyas bases civiles y religiosas tienen origen en la organización del antiguo imperio español, del que Perú era parte. 
El término «pueblo» es recurrido políticamente como grupos sociales alejados de Lima o a la forma de gobierno autóctono. El historiador Jorge Basadre cita como elemento importante para el Estado, mientras que Pedro Castillo ganó popularidad al recurrirlo como parte de su narrativa política.

## Etimología
Peruano es el gentilicio del nacido en la República del Perú, durante la conquista se empezó a nombrar a todos los habitantes de las tierras del sur del istmo de Panamá como peruanos, para luego ser llamados todos los nacidos en el Virreinato del Perú.  Inicialmente se refería a los habitantes del virreinato (sobre todo los de clase alta) como "peruleros", aunque este término empezaría a caer en desuso a inicios del siglo XIX. Otro término que coexistiría con "peruano" fue "peruviano".

## Historia
Los peruanos tienen orígenes diversos y su identidad se ha forjado con la mezcla de los pueblos nativos con europeos, especialmente españoles. El área ahora habitada por los peruanos fue cuna del Imperio incaico. El Imperio incaico abarcó cerca de 2 millones de kilómetros cuadrados entre el océano Pacífico y la selva amazónica, desde las cercanías de San Juan de Pasto (actual Colombia) en el norte hasta el Río Maule (actual Chile) en el sur. El imperio incaico fue el dominio más extenso que tuvo cualquier estado de la América precolombina.
Aunque el término peruano recién tuvo existencia cuando exploradores españoles, al llegar a tierras que actualmente son de Colombia las cuales empezaron a llamar como Perú, y a sus habitantes como peruanos.

## Idiomas

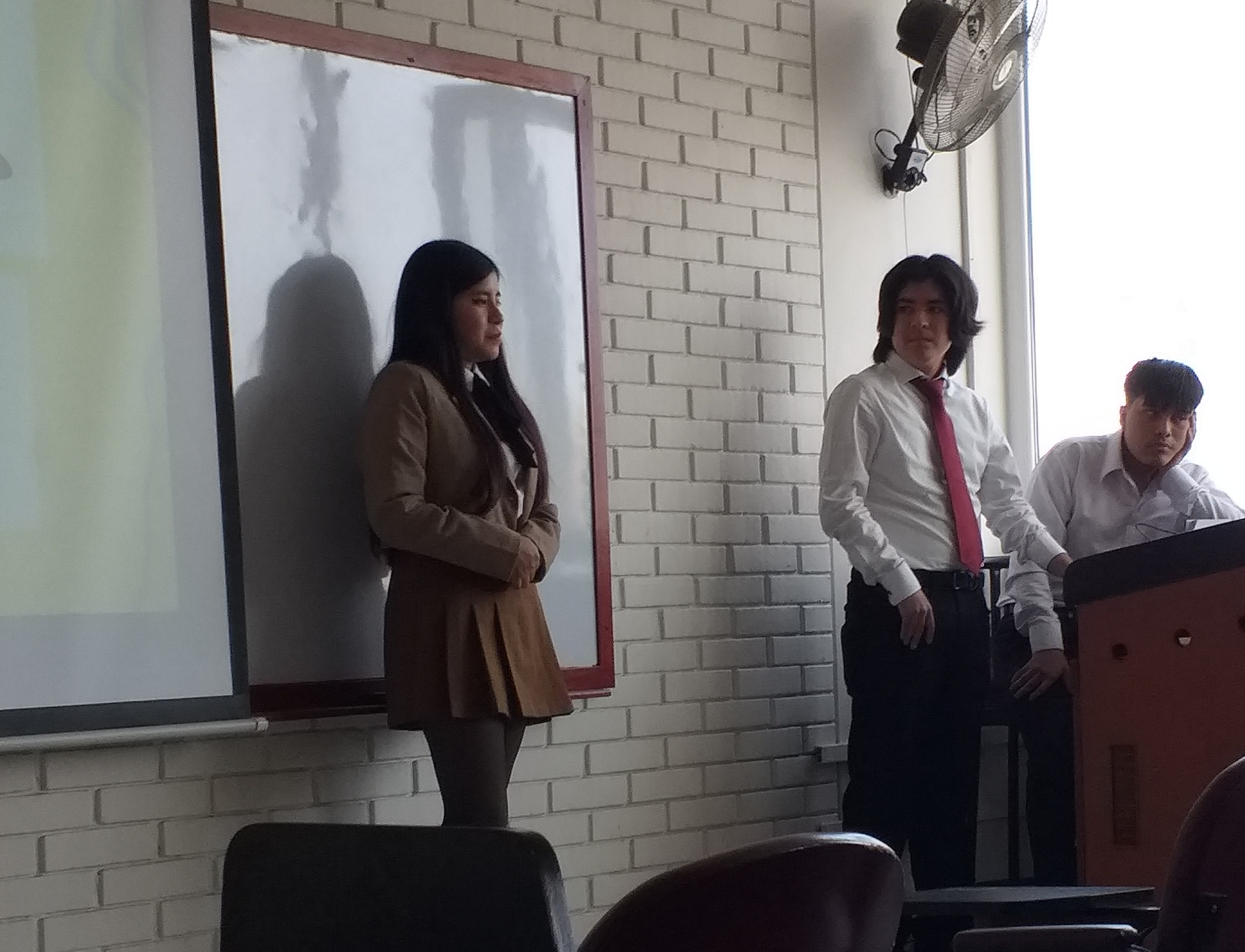
El idioma mayoritario en el Perú es el español, en la imagen estudiantes exponen en clase de la Universidad Ricardo Palma.

Perú es un país con diversos lenguajes, Las cuentas van desde 43 lenguas a más de 60, según la división dialectal que se considere. La lengua oficial es el español, el cual es la lengua materna del 83,9% de los peruanos. Es el idioma principal utilizado en los medios de comunicación, como la televisión, la radio, periódicos y diarios, y el internet en general con muy pocas excepciones. siguiéndose por las lenguas cooficiales, principalmente el quechua, hablado por el 13.9% de la población, el aimara, hablado por el 1.6% de la población, ashaninca, por el 0.3% de la población. Otros idiomas nativos y extranjeros son hablados por el 0.8% y el 0.2% de la población, respectivamente. Los niveles de alfabetización se estiman en un 94.2% en el año 2017; este porcentaje es menor en las zonas rurales (83%) que en las zonas urbanas (96.8%).

## Etnografia
El pueblo peruano se compone de diferentes etnias, todo esto a las constantes migraciones de distintos países, entre ellos, italianos, españoles, alemanes, japoneses, chinos, británicos, croatas, franceses, etc.
Según el censo peruano de 2017 con base en la autopercepción, la población peruana se divide etnográficamente en: mestizos: 60.2%, descendientes quechuas: 22.3%, blancos: 5.9%, afrodescendientes: 3.6%, descendientes aymaras: 2.4%, y otros 5.6% (incluyendo asiáticos y nativos amazónicos); otra fuente señala a mestizos: 47%, indígenas: 32%, blancos: 18.5%, negros: 2% y asiáticos: 0.5%, y según estudios poblacionales nacionales completos, la demografía y la etnografía de la población peruana se divide en: mestizos: 48%, blancos: 20%, amerindios: 12%; principalmente de la etnia quechua; población negra con 10% y el segmento asiático de origen chino y japonés con el 10%.
La población indígena se encuentra principalmente en el sur de los Andes, aunque actualmente también se encuentran en la costa sur y central debido a la gran inmigración laboral dada desde la segunda mitad del siglo XX. 

### Mestizos
Los mestizos constituyen un 48% de la población peruana. El término tradicionalmente se emplea para las personas indígenas con mixtura europea (en su mayoría, española), mientras que los españoles nacidos en los Reinos de Indias eran llamados criollos, las personas de mixtura indígena y española se llamaban mestizos, las personas de mixtura africana y española se llamaban mulatos, y las personas de mixtura indígena y africana se llamaban zambos. Estudios genéticos indican que los mestizos en el Perú tienen una mixtura indígena predominante.